# Sergej Dovlatov
Sergej Dovlatov (celým jménem Sergej Donatovič Dovlatov-Mečik, rusky Сергей Донатович Довлатов-Мечик; 3. září 1941, Ufa, Baškortostán, SSSR – 24. srpna 1990, New York, USA) byl ruský židovský spisovatel a novinář.

## Životopis
Sergej Dovlatov se narodil 3. září 1941 v Ufě, kam byla jeho rodina v průběhu 2. světové války evakuována z Leningradu. Jeho otec byl divadelní režisér židovského původu Donat Isaakovič Mečik (1909–1995) a jeho matka literární korektorka Nora Sergejevna Dovlatova (1908–1999), původem Arménka.
V roce 1944 se Dovlatov přestěhoval s matkou do Leningradu. V roce 1959 začal studovat na katedře finštiny na filologické fakultě Leningradské státní univerzity, ale po dvou a půl letech byl za špatný prospěch vyloučen. Stýkal se s leningradskými básníky Jevgenijem Pejnem, Anatolijem Najmanem, Josifem Brodským, spisovatelem Sergejem Volfem či umělcem Alexandrem Neždanovem. Potom byl povolán do armády a strávil tři roky ve vnitřním vojsku, kde sloužil jako vězeňský strážce v nápravných táborech v Republice Komi (osada Činjavoryk). Podle vzpomínek Brodského se Dovlatov vrátil z armády jako „Tolstý z Krymu, se svazkem povídek a s poněkud omráčeným výrazem ve tváři“.
Po návratu z armády nastoupil Dovlatov na fakultu žurnalistiky Leningradské státní univerzity. Pracoval ve studentských novinách Leningradskogo korablestroitělnogo instituta (Leningradského institutu lodního stavitelství) a také jako literární tajemník spisovatelky Very Fjodorovny Panové. Psal povídky a byl pozván do literární skupiny „Gorožaně“ (Měšťané), kterou založili Vladimir R. Maramzin, Igor M. Jefimov, Boris B. Bachtin a Vladimir A. Gubin.
Od září 1972 do března 1975 žil v Estonsku. Aby v Tallinnu získal povolení k pobytu, pracoval dva měsíce jako topič v kotelně a zároveň byl zahraničním dopisovatelem novin Sovetskaja Estonija (Sovětské Estonsko). Později dostal práci v deníku Morjak Estonii (Estonský námořník), vydávaném institucí „Estonskoje morskoje parochodstvo“ (Estonská paroplavební společnost), kde měl funkci odpovědného tajemníka. Byl také zahraničním spolupracovníkem městských novin Večernij Tallin (Večerní Tallinn) a v létě 1972 tam získal místo redaktora zpravodajské rubriky. V povídkách, které vyšly v knize Kompromiss (Kompromis), čerpá Dovlatov příběhy ze své novinářské praxe a také popisuje práci redakce a životní příběhy svých kolegů.
Dovlatov si také v létě přivydělával jako průvodce v puškinské památkové rezervaci u Pskova (Michajlovskoje).
V roce 1975 se vrátil do Leningradu, kde pracoval v časopise pro mládež Kosťor (Táborák) a pokračoval v psaní povídek, ale nakladatelé i časopisy jeho díla odmítali. Pouze jeho povídka „Intervju“ (Rozhovor) byla v roce 1974 otištěna v časopise Junosť (Mládí). Náklad jeho první knihy Pjať uglov (Pět úhlů) ve vydavatelství Eesti Raamat byl na příkaz KGB zničen. Publikoval tedy v samizdatu a také v emigrantských časopisech Kontinent a Vremja i my (Čas a my), za což byl vyloučen ze sovětského svazu novinářů.
V roce 1978 Dovlatov kvůli pronásledování státní mocí emigroval spolu se svou ženou, dcerou a matkou ze SSSR a usadil se v New Yorku, kde se stal hlavním redaktorem týdeníku Novyj Amerikanec (Nový Američan). Členy jeho redakční rady byli například Boris Metter, Alexandr Genis, Pjotr Vajl, Nina Alobertová (baletní a divadelní fotografka a autorka mnohých Dovlatovových fotografií), básník a esejista Grigorij Ryskin a další. Noviny si mezi emigranty brzy získaly značnou oblibu a i Dovlatovovy knihy začaly vycházet jedna za druhou. V polovině 80. let už byl známým spisovatelem a jeho povídky vycházely v prestižních časopisech jako Partisan Review a The New Yorker.
Sergej Dovlatov zemřel 24. srpna 1990 v New Yorku na srdeční selhání. Je pohřbený v arménské části židovského hřbitova Mount Hebron v newyorské čtvrti Queens.

## Dílo
Za dvanáct let emigrace vyšlo Dovlatovi v Evropě a USA dvanáct knih. V SSSR jej znali ze samizdatových vydání a z autorského vysílání na rádiu Svobodná Evropa. Po jeho smrti a pádu SSSR začaly vycházet početné sbírky jeho povídek i v Rusku.
Dovlatov nepovoloval nová vydání knih, které vyšly v SSSR do roku 1978.

### Knihy vydané za autorova života
- Něvidimaja kniha (Невидимая книга). Ann Arbor: Аrdis Publishing, 1977
- Solo na underwoode: Zapisnyje knižki (Соло на ундервуде: Записные книжки). Paříž: Treťa volna, 1980.
- Kompromiss (Компромисс). New York: Serebrjanyj vek, 1981.
- Zona: Zapiski nadziratělja (Зона: Записки надзирателя). Ann Arbor: Эрмитаж, 1982.
- Zapovednik (Заповедник). Ann Arbor: Эрмитаж, 1983.
- Marš odinokich (Марш одиноких). Holyoke: New England Publishing Co, 1983.
- Naši (Наши). Ann Arbor: Ardis, 1983.
- Solo na underbude: Zapisnyje knižki (Cоло на ундервуде: Записные книжки). 2. doplněné vydání. Holyoke: New England Publishing Co, 1983.
- Demarš entuziastov (Демарш энтузиастов). Spoluautoři V. Bachčanjan, N. Sagalovskij. Paříž: Sintaksis, 1985.
- Remeslo: Povesť v dvuch časťach (Ремесло: Повесть в двух частях). Ann Arbor: Ardis, 1985.
- Inostranka (Иностранка).  New York: Russica Publishers, 1986.
- Čemodan (Чемодан).  Tenafly: Ermitaž, 1986.
- Predstavlenije (Представление).  New York: Russica Publishers, 1987.
- Ne tolko Brodskij: Russkaja kultura v portretach v aněkdotach (He только Бродский: Русская культура в портретах в анeкдотах). Spoluautorka M. Volková. New York: Слово — Word, 1990.
- Zapisnyje knižki (Записные книжки).  New York: Слово — Word, 1990.
- Filial (Филиал). New York: Слово — Word, 1990. Časopisecké vydání: Zvjozda, č. 10, 1989.

### České překlady
- Lágr. Z ruského originálu Zona: Zapiski nadziratělja  přeložil Libor Dvořák. Praha: Volvox Globator, 1998.
- Kufr. Z ruského originálu Čemodan přeložil Libor Dvořák. Praha: Mladá fronta, 1999.

### Korespondence Dovlatova a Jefimova
V roce 2001 vydalo nakladatelství Zacharov knihu Sergej Dovlatov – Igor Jefimov. Epistoljarnyj roman (Román v dopisech). Kniha zachycuje korespondenci mezi Dovlatovem a Jefimovem mezi léty 1979 a 1989. Několik nakladatelství, na která se Jefimov s nabídkou vydání této knihy obrátil, ho z důvodu autorských práv odmítla. Dovlatov sám byl proti publikování svých dopisů, o čemž se zmiňuje i v jednom z dopisů Jefimovi. Dovlatovova rodina, především jeho žena Jelena Dovlatová, která je majitelkou autorských práv ke všemu, co kdy napsal, v souladu s jeho závětí také protestovala proti vydání jeho dopisů. Nakladatelství Zacharova své rozhodnutí korespondenci vydat odůvodňovalo tím, že odpovědnost nakladatele před čtenářem je větší, než jeho odpovědnost před rodinou Dovlatových. Jeleně Dovlatové a její dceři Katerině se nicméně podařilo prokázat před ruským soudem svoje právo na korespondenci a dosáhnout zákazu vydání knihy – rok poté, co se celý náklad 15 000 exemplářů prodal. Soud nevyhověl požadavku Jeleny Dovlatové, aby byly všechny vydané knihy zničeny.

## Památka Dovlatova
- 3. září 2007 v 15:00 se v Petrohradu na Rubinštejnově ulici č. 23 konalo slavnostní odhalení spisovatelovy pamětní desky. Jejím autorem je Alexej Archipov, člen ruského Svazu umělců. Slavnostního odhalení desky se účastnili osobnosti umění a kultury i členové městské rady. Na ceremonii přijela i vdova po spisovateli Jelena Dovlatová a její dcera Kateřina, ředitelka Mezinárodního fondu Sergeje Dovlatova.
- 3. září 2003 byla v Tallinnu na počest Sergeje Dovlatova odhalena pamětní deska na zdi domu č. 41 v ulici Vabriku (do začátku devadesátých let ulice I. V. Rabčinského), kde spisovatel v bytě č. 4 téměř tři roky žil (1972–1975). Deska vznikla z iniciativy estonského občanského sdružení Dovlatov Memo a její autorkou je sochařka Irina Ratseppová.
- Na památku Sergeje Dovlatova po něm byla pojmenována literární cena Dovlatovskaja premija, kterou uděluje časopis Zvjozda (Hvězda).
- V nakladatelství Azbuka se k vydání v roce 2011 připravuje jubilejní album fotografií u příležitosti Dovlatovových nedožitých 70. narozenin. Album se skládá z fotografií Niny Alobertové.